# Каломбо Мванса
Каломбо Томсон Мванса (англ. Kalombo Mwansa; 9 сентября 1955 — 15 марта 2020 в Нью-Касама, Лусака) — замбийский политический и государственный деятель, юрист, педагог, профессор, доктор философии.

## Биография
Образование получил в местных и зарубежных высших учебных заведениях, имел несколько учёных степеней. Был бакалавром права Университета Замбии, магистром права Гарвардского университета (США), магистром философии криминологии Кембриджского университета (Великобритания) и доктора философии права Лондонского университета. В 1992 году защитил диссертацию на тему «Преступления против собственности и уголовный процесс в судах Лусаки».
Работал вице-канцлером Кавендишского университета Замбии (CUZ).
С 19 июля 2002 по январь 2005 года занимал пост министра иностранных дел Республики Замбия. С 5 августа 2005 года стал министром горнодобывающей промышленности и разведки полезных ископаемых. В 2006 году избран депутатом Национальной ассамблеи Замбии.
С 18 ноября 2008 по июль 2009 года работал в должности министра внутренних дел Замбии. С 9 июля 2009 года стал министром обороны Замбии.
В 2010 году во время отсутствия президента Рупия Банды, исполнял обязанности президента страны